# Александра Трусова
Александра "Саша" Вјачеславовна Трусова (рус. Александра Вячеславовна Трусова; рођена 23. јуна 2004) руска је уметничка клизачица. Она је освајачица сребрне медаље XXIV зимских Олимпијских игара 2022, освајачица бронзане медаље на Светском првенству 2021, двострука освајачица бронзане медаље на Европском првенству 2020 и 2022, освајачица бронзане медаље у финалу Гранд Прија 2019, шампионка Скејт Америкa (енг. Skate America) 2021, шампионка Скејт Канаде (енг. Skate Canada) 2019, шампионка Ростелеком купа 2019, шампионка УС Класик (енгл. US Classic) 2021, шампионка Ондреј Непела Мемориала 2019, шампион Русије 2022 то јест четворострука руска национална освајачица медаља (злато 2022;  сребро у 2019; бронза 2020. и 2021. године), двострука јуниорска шампионка света (2018. и 2019. године), шампионка финала Јуниор Гранд Прија 2018, освајачица сребрне медаље Јуниор Гранд Прија 2019, четворострука шампионка на Јуниор Гранд Прија серија, и двоструки руски Јуниорски национални шампион.
Трусова је одговорна за вођење техничке револуције у уметничком клизању за жене, поставши прва женска уметничка клизачица која је извршила скокове са четири одбртаја то јест прва је успешно извела:
1. четворотруки Лутз (енг. Lutz)
2. четворотруки Флип (енг. Flip)
3. четвороструки Тулуп (енг. toe loop).

Трусова је прва и тренутно једина клизачица која се такмичи која уме да изведе четири  различита четворострука скока – четворотруки Лутз (енг. Lutz), четворотруки Флип (енг. Flip), четвороструки Тулуп (енг. toe loop), четворотруки Салдо (енг. Salchow) . Она је прва клизачица која је освојила више од 100 поена у техничким елементима, што је успела два пута са 100,20 у слободном клизању на 2019 Скате Цанада(енг. 2019 Skate Canada International) и Олимпијски рекорд 106,16 на зимским Олимпијским игарама 2022.
На јуниорском нивоу, Трусова је освојила  две титуле на Светским јуниорским шампионатима (2018. и 2019.) и титулу на Финалу јуниорског Гран прија 2018. са само 13 година,чиме је постала најмлађа жена која је освојила ове титуле. На Јуниорском гран прију Литваније 2018. године(енг. 2018 JGP Lithuania) постала је прва жеснак клизачица која је успела да успешно изведе четвороструки скок у комбинацији након што је извела четвороструки тулуп у комбинацији са троструким тулупом. Исте сеозоне на Јуниорском гран прију Јерменије 2018. (енг. 2018 JGP Armenia) постала је прва клизачица како на јуниорском тако и на сениорском нивоу која је извела четвороструким Лутз(енг. Lutz) скок на званичном међународном такмичењу.

## Спортска достигнућа
ГП: Гранд При ( енг. Grand Prix); ЧС: Челинџер Серије (енг. Challenger Series); ЈГП: Јуниор Гранд При (енг. Junior Grand Prix)
| Интернационална такмичења                                                                                | Интернационална такмичења | Интернационална такмичења | Интернационална такмичења | Интернационална такмичења | Интернационална такмичења | Интернационална такмичења |
| Догађај                                                                                                  | 16–17 сезона              | 17–18 сезона              | 18–19 сезона              | 19–20 сезона              | 20–21 сезона              | 21–22 сезона              |
| --- | ------------------------- | ------------------------- | ------------------------- | ------------------------- | ------------------------- | ------------------------- |
| Олимпијада                                                                                               |                           |                           |                           |                           |                           | 2.                        |
| Светско првенство                                                                                        |                           |                           |                           | О                         | 3.                        | З                         |
| Европско првенство                                                                                       |                           |                           |                           | 3.                        | О                         | 3.                        |
| ГП Финале                                                                                                |                           |                           |                           | 3.                        |                           |                           |
| ГП Клизање Америка                                                                                       |                           |                           |                           |                           |                           | 1.                        |
| ГП Клизање Канада                                                                                        |                           |                           |                           | 1.                        |                           |                           |
| ГП Ростелеком Куп                                                                                        |                           |                           |                           | 1.                        | 4.                        |                           |
| ЧС Ondrej Nepela                                                                                         |                           |                           |                           | 1.                        |                           |                           |
| УС Класик                                                                                                |                           |                           |                           |                           |                           | 1.                        |
| Интернационална Јуниорска Такмичења                                                                      |                           |                           |                           |                           |                           |                           |
| Јуниорско Светско                                                                                        |                           | 1                         | 1                         |                           |                           |                           |
| ЈГП Финале                                                                                               |                           | 1.                        | 2.                        |                           |                           |                           |
| ЈГП Јерменија                                                                                            |                           |                           | 1.                        |                           |                           |                           |
| ЈГП Аустралија                                                                                           |                           | 1.                        |                           |                           |                           |                           |
| ЈГП Белорусија                                                                                           |                           | 1.                        |                           |                           |                           |                           |
| ЈГП Литванија                                                                                            |                           |                           | 1.                        |                           |                           |                           |
| Национална Руска                                                                                         |                           |                           |                           |                           |                           |                           |
| Руско првенство                                                                                          |                           |                           | 2.                        | 3.                        | 3.                        | 2.                        |
| Руско јуниорско првенство                                                                                | 4.                        | 1.                        | 1.                        |                           |                           |                           |
| Руски Куп                                                                                                | 3. J                      | 2. J                      |                           |                           |                           |                           |
| Tимски наступи                                                                                           |                           |                           |                           |                           |                           |                           |
| Јапан Опен                                                                                               |                           |                           |                           | 1. T 1. P                 |                           |                           |
| Трофеј Први канал                                                                                        |                           |                           |                           |                           | 2. T 3. P                 |                           |
| О = Такмичење отказано; З = Забрана такмичења Нивои: J = Јуниор T = Tимски резултат; Л = Лични резултат. |                           |                           |                           |                           |                           |                           |

## Каријера
Трусова је прва уметничка клизачица у историји која је на такмичењима под покровитељством међународне клизачке уније извела: 
- четворотруки Лутз(енг. Lutz)
- четворотруки Флип (енг. Flip)
- четвороструки Тулуп (енг. toe loop).

Друга је у историји женског уметничког клизања да успешно изведе четворотруки Салдо (енг. Salchow)  у званичном инернационалном такмичењу, после Мики Анде. Трусова је прва женска уметничка клизачица која је успела да изведе два и касније три правилна четворострука скока у свом  слободном програму. Свој рекорд за број успешно изведених четвороструких скокова је оборила тако што је упела да приземљи четири и пет четворотруких скокова у  свом слободном клизању, што је постигнула на Зимским олимпијским играма у Пекингу 2022. Она тренутно држи четири Гинисова светска рекорда. Њен технички резултат од 92,35 поена у слободном програму на Светском првенству за јуниоре 2018.(енг. 2018 World Junior Figure Skating Championships) био је највиши икада забележен у женском појединачном клизању на јуниорском и сениорском нивоу све док није промењен ГОЕ (енг. grade of execution) систем на крају сезоне 2017–18. 
Трусова тренутно има други најбољи резултат у слободном клизању од свих клизачица, са 177,13 бодова, иза своје сународнице Камиле Валиеве (енг. Kamila Valieva). 

#### Рана каријера
Трусова је почела да учи да клиза 2008. године. Тренирала је у свом родног граду Рјазању (Русија) код Олге Шевцове пре него што се 2015. преселила у Москву, где ју је тренирао Александар Волков. Придружила се клизалишту Хрустални (Кристал) где су јој Етери Тутберидзи (енг. Eteri Tutberidze)  и Сергеј Дудаков (енг. Sergei Dudakov) постали тренери 2016. године.
Трусова је на јуниорском првенству Русије 2017. завршила на 4. месту, заузевши 6. место у кратком програму и 4. место у слободном клизању.

### 2017-2018 сезона: Интернационални јуниорски дебјут
Трусова је дебитовала на међународном нивоу у августу 2017. на такмичењу ИСУ Јуниор Гран Прију (ЈГП) (енг. 2017–18 ISU Junior Grand Prix) 2017–18 у Бризбејну, Аустралија. Након што је освојила прво место у ктаком и слободном програму, освојила је златну медаљу испред саиграчице Анастасије Гуљакове( енг. Anastasiia Guliakova). У свом слободном програму је покушала да изведе четвороструки Салдо међутим скок није био рачунат због тога што је био недовољно ротиран. Њен конбинован резултат од 197,69 поена био је трећи највећи икада постигнут за једну клизачицу на јуниорском нивоу у то време, иза само сународнице Алине Загитове и Марине Хонде. Затим је завршила као прва на ЈГП Белорусији и квалификовала се за Финале јуниорског Гран прија.
На Финалу јуниорског Гран прија 2017–18, Трусова је освојила 73,25 поена, оборила светски рекорд на јуниорском нивоу у кратком програму. У слободном клизању, она је постигла 132,36 поена, отприлике пола поена мање од онога што је постигла њена саиграчица Алена Косторнаиа(енг. Alena Kostornaia). Међутим, Трусова је победила у укупном такмичењу захваљујући предности од 1,5 поена предности у кратком програму. У јануару 2018. године, Трусова је освојила златну медаљу на јуниорском првенству Русије 2018. након што је била прва у кратком програму и трећа у слободном клизању. Она је поново тесно победила свог партнера на тренингу и освајача сребрне медаље, Косторнају, са разликом од 0,6 поена.
У марту 2018, Трусова се такмичила на Светском јуниорском шампионату 2018, где је освојила златну медаљу пошто је била прва у кратком програму и као и у слободном програму. Њен резултат у слободном клизању од 153,49 поена поставио је нови светски рекорд у слободном програму за јуниоре, а њен укупни резултат од 225,52 поена био је и нови светски рекорд за јуниорску комбиновани број поена. На такмичењу, Трусова је постала прва клизачица икада која је извела четвороструки Тулуп (енг. toe loop) како на јуниорском тако и на сениорском нивоу, друга која је извела четворотруки Салдо (енг. Salchow) иза Мики Анде и прва која је извела два правилна четворострука скока у програму.Њен четвороструки скок био је први успешно изведен после паузе од  година од када је Андова извела последњи четвороструки скок 2002. године. Технички резултат Трусове од 92,35 поена у слободном клизању на Светском јуниорском шампионату 2018  био је највиши икада забележен у женском уметничком клизању у то време и на јуниорском и на сениорском нивоу. Њен укупан резултат од 225,52 би је ставио на прво место на Светском првенству за сениорке и те године, упркос знатно нижим оценама компоненти програма и одсуству кореографске секвенце.

## Лични живот
Трусова је рођена 23. јуна 2004. године у Рјазању (Русија). Има два млађа брата, Јегора и Ивана. Трусова је љубитељ паса и поседује петоро њих: чиваву по имену Тина, која је често прати на такмичењима; хаскија по имену Џек; минијатурну краљевску пудлицу по имену Лана, коју је добила на Купу Ростелекома за победу на Светском јуниорском првенству у уметничком клизању 2019. и извођење свог првог троструког аксела  на тренингу; басенџи по имену Алита; и, недавно друга минијатурна пудлица по имену Ела. Кратка биографија њене каријере кроз тинејџерске године објављена је на руском, Александра Трусова, Девојка која се бори против гравитације: И мења свет женског уметничког клизања, са преводом на енглески објављеном у марту 2021. године.

## Рекорди и достигнућа
- Са 13 година, она је најмлађа жена која је победила на Светском првенству за јуниоре и финалу Јуниор Гранд Прија.
- Прва жена која је извела четвороструки луц скок на међународном такмичењу.[7]
- Прва жена која је извела четвороструку комбинацији (четвороструки тулуп + троструки тулуп).[8]
- Прва жена која је извела четвороструки тулуп.[9]
- Прва жена која је извела два четворострука скока у слободној клизању.[9]
- Прва жена која је извела два различита типа четвороструких скокова.[9]
- Прва жена која је извела са три различите комбинације пролаза троструког скока у слободној клизаљки, а други скок се завршава са троструки Салхов, троструки Ритбергер и троструки тулуп.[9]
- Друга жена која је убацила четвороструки салхов после Мики Андо.[9]
- Постала је прва жена која је икада извела три четворострука скока на међународном такмичењу које је одобрила ИСУ када је слетела четвороструки луц, четвороструки тулуп + троструки тулуп и четвороструки тулуп на ЧС Ондреј Непела Меморијал 2019.
- Она је поставила нови рекорд у слободном клизању од 163,78 поена, као и нови комбиновани укупан рекорд од 238,69 поена. Њен резултат техничких елемената (ТЕС) од 98,34 поена у слободном клизању био је и нови светски рекорд на Меморијалу ЧС Ондреја Непеле 2019.
- Она је зарадила 14,72 поена за свој четвороструки луц, што је био нови рекорд за најцењенији појединачни скок на ЧС Ондреј Непела Меморијалу 2019.
- Постала је прва жена која је извела са четири четворострука скока, а такође и прва жена која је слетела са три различита четворострука скока у слободном клизању на Јапан Опену 2019.
- Такође је постала прва жена која је у једном програму на Отвореном првенству Јапана 2019. извела две комбинације четвороструког скока и троструког скока.
- Постала је прва жена која је извела комбинацију четвороструког скока и троструког скока у другој половини слободног клизања на Отвореном првенству Јапана 2019.
- Постала је прва жена која је икада извела две комбинације четвороструког скока и троструког скока у једном програму на међународном такмичењу које је одобрила ИСУ на Скејт Канада 2019.
- Постала је прва жена која је слетела у комбинацију четвороструког скока и троструког скока у другој половини слободног клизања на Скејт Канади 2019.
- Она је поставила нови рекорд у слободном клизању од 166,62 поена, као и нови комбиновани рекорд од 241,02 поена. Њен резултат техничких елемената (ТЕС) од 100,20 поена у слободном клизању био је и нови светски рекорд на Скате Цанада 2019.
- Постала је прва жена која је пробала 5 четвороструких скокова у слободном клизању на Великој награди уметничког клизања 2019–20.
- Постала је прва жена која је извршила преокрет у четвороструком скоку на такмичењу на Великој награди уметничког клизања 2019-20.
- Имала је технички резултат од 92,35 поена у слободном клизању, што је највиши икада забележен у женском уметничком клизању и на јуниорском и на сениорском нивоу док није промењен ГОЕ систем.
- Поставила је нови рекорд највреднијег појединачног скока на свом четворотруком Флип-у(енг. Flip)  где је постигла 15,71 на свом првенству Европе 2022.
- Постала је прва жена која је на такмичењима спела да изведе четири и пет четвороструких скокова када је на Зимским олимпијским играма у Пекингу 2022. извела четворотруки Флип(енг. Flip), четворотруки Салдо(енг. Salchow), четвороструки Тулуп (енг. Toe loop), омбинацију четвороструког луца(енг. Lutz) и троструког тулупа (енг. Toe loop) и четворотруки Лутз(енг. Lutz).
- Прва жена која је успела да изведе три и четири различите врсте четвороструког скока, што је и постигла на Зимским олимпијским играма у Пекингу 2022..
- Прва клизачица (и међу мушкарцима и међу женама) која је слетела у комбинацију четвороструког луца и троструког тулупа у другој половини слободног клизања, што је постигла на Зимским олимпијским играма у Пекингу 2022.. Постигавши 19,90 такође је поставила нови рекорд најцењенијег комбинованог скока од стране жене.